# Бухарестський мирний договір (1913)
Бухарестський мирний договір (рум. Tratatul de la Bucureşti; серб. Bukureštanski mir/ Букурештански мир; болг. Договорът от Букурещ; грец. Συνθήκη του Βουκουρεστίου) було укладено 10 серпня 1913 представниками Болгарії, Румунії, Сербії, Чорногорії і Греції. Договір було укладено після Другої Балканської війни і вніс зміни в попередній Лондонський договір, який завершив Першу Балканську війну.

## Передмова
Болгарія, незадоволена підсумками Першої Балканської війни, і особливо грецьким та сербським надбанням в Македонії, атакувала своїх колишніх союзників у червні 1913. Напади були відбиті, грецька і сербська армії вторглися на болгарську територію. Водночас османська армія розпочала наступ в Східній Фракії і повернула Адріанополь, румунська армія вдарила з півночі і зупинила наступ у декілька км від болгарської столиці, Софії. Ізольована і оточена потужнішими арміями супротивників, Болгарія була змушена погодитися на перемир'я і мирні переговори в столиці Румунії, Бухаресті.
Бухарестський мирний договір пізніше було підтверджено двосторонніми договорами Болгарії: з Османською імперією — Константинопольська мирна угода (1913) та Грецією — Афінський договір

## Умови договору

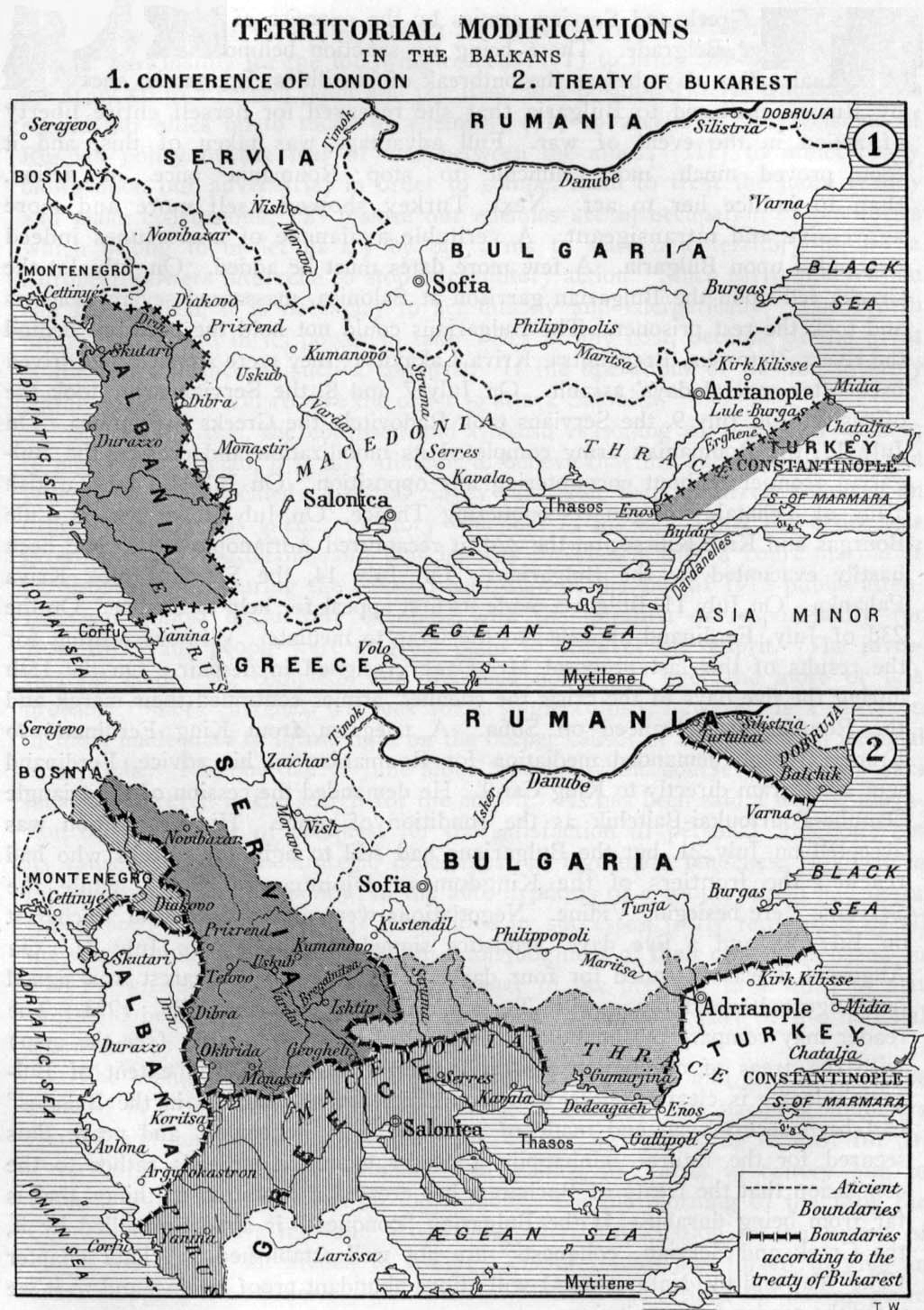
Кордони балканських держав після Бухарестського мирного договору (нижня карта)

1. З моменту ратифікації договору між колишніми противниками настає перемир'я
2. Встановлюється новий румуно-болгарський кордон в Добруджі: що починається на заході біля Туртукайської гори на Дунаї, потім проходить прямою лінією до Чорного моря на південь від Кранево. Для формування нового кордону створювалася спеціальна комісія, а всі нові територіальні розбіжності протиборчі країни мали вирішувати в третейському суді. Також Болгарія зобов'язувалася протягом двох років зрити всі укріплення поблизу нового кордону
3. Новий сербсько-болгарський кордон з півночі пролягала старим, ще довоєнним кордоном. Біля Македонії він прямує по колишньому болгарсько-турецькому кордону, точніше по вододілу між Вардаром і Струмою. Верхня частина Струми при цьому залишалася у Сербії. Далі на півдні новий сербсько-болгарський кордон примикав до нового греко-болгарського. У разі територіальних суперечок, як і в попередньому випадку, сторони повинні були звернутися до третейського суду. Для проведення нового кордону також скликалася спеціальна комісія
4. Між Сербією і Болгарією повинен бути укладений додатковий договір щодо кордонів в Македонії
5. Новий греко-болгарський кордон мав починатися у нового сербсько-болгарського, а закінчуватися у гирла річки Мести на березі Егейського моря. Для формування нового кордону скликалася спеціальна комісія, як і в двох попередніх статтях договору сторони при територіальній суперечці повинні звертатися до третейського суду
6. Штаби командування сторін мають бути негайно повідомлені про підписання миру, а в Болгарії на наступний же день — 11 серпня — повинна початися демобілізація
7. Евакуація болгарських сил і підприємств з територій, переданих її противникам, повинна початися в день підписання договору і повинна завершитися не пізніше 26 серпня
8. Під час анексії втрачених Болгарією територій Сербія, Греція і Румунія мають повне право користуватися залізничним транспортом Болгарії без оплати витрат і проводити реквізицію за умови негайного відшкодування збитків. Усі хворі і поранені, які є підданими болгарського царя і знаходяться на окупованих союзниками територіях, повинні перебувати під наглядом і забезпечуватися арміями країн-окупантів
9. Має відбутися обмін полоненими. Після обміну уряди колишніх країн-суперниць повинні надати один одному відомості про витрати на утримання полонених
10. Договір має бути ратифіковано протягом 15 днів в Бухаресті[2]

## Ресурси Інтернету
- The Treaty of Bucharest, August 10, 1913 [Архівовано 2 вересня 2015 у Wayback Machine.](англ.)